# Афієнко Ярослав Сергійович
Яросла́в Сергі́йович Афіє́нко — український пауерліфтер; майстер спорту України з греко-римської боротьби.

## Життєпис
Призер в категоріях «Чоловіки бодібілдинг» та «Класичний бодібілдинг» відкритого кубка України WABBA (2016 року).
Призер категорії «Класичний бодібілдинг» кубка України UBPF-2017. Чемпіон в категорії «Бодібілдінг юніори» XXVI кубка України NABBA-2017. Абсолютний чемпіон кубка Києва NABBA-2017.
Чемпіон в категорії «Класичний бодібілдинг» чемпіонату України UBPF-2018. Віце-чемпіон (в категорії «Класичний бодібілдинг») кубка міста Харкова UBPF-2018.